# Carlos Osoro Sierra
Carlos Osoro Sierra (Castañeda (Cantàbria), 16 de maig de 1945) és un cardenal catòlic espanyol, actualment arquebisbe de Madrid. Des de 2014 és Vicepresident de la Conferència Episcopal Espanyola. El 19 de novembre de 2016 va ingressar al Col·legi de Cardenals.

## Biografia
Instructor elemental d'educació física, diplomat en magisteri i llicenciat en Ciències Exactes. Finalitzada la seva formació, exercí la docència al Col·legi de La Salle.
Després de cursar els estudis eclesiàstics al col·legi major "El Salvador" de Salamanca, va ser ordenat prevere el 29 de juliol de 1973 a la parròquia de Nuestra Señora de la Bien Aparecida de Marrón (Cantàbria) pel bisbe Juan Antonio del Val Gallo. El seu primer destí parroquial va ser la parròquia de l'Assumpció de Torrelavega, treballant principalment al camp de la pastoral jovenil.
L'any 1975 va ser nomenat secretari general de Pastoral del bisbat de Santander, delegat de l'apostolat seglar i de seminaris i pastoral vocacional, i vicari general de pastoral. El 1977 va ser nomenat rector del Seminari de Monte Corbán, càrrec que ocupà fins al 1997 i que compaginà amb el de vicari general. El 1994 va ser nomenat degà de la catedral de Nostra Senyora de l'Assumpció de Santander.

### Bisbe, Arquebisbe i Cardenal
El papa Joan Pau II el nomenà bisbe d'Orense el 22 de febrer de 1997; i el 7 de gener de 2002 el nomenà arquebisbe metropolità d'Oviedo, prenent possessió de la seu el 23 de febrer de 2002. Des del 23 de setembre de 2006 i fins al 27 de juliol de 2007 exercí com a administrador apostòlic, amb facultat de bisbe diocesà, a la seva diòcesi natal de Santander. Al setembre de 2006 convocà un sínode diocesà per reflexionar sobre els reptes de l'Església a Astúries davant el nou segle.
El 8 de gener de 2009 Benet XVI el designà arquebisbe de València, prenent possessió de la seu el 18 d'abril del mateix any.
A la Conferència Episcopal Espanyola va presidir la Comissió Episcopal del Clergat entre 1999 i 2002 i de 2003 a 2005. posteriorment passà a ser membre del Comitè Executiu durant els triennis 2005-2008 i 2008-2011. El 2011 va ser elegit president de la Comissió Episcopal de l'Apostolat Seglar. El 12 de març de 2014, a la CIII Assemblea Plenària va ser elegit vicepresident de la Conferència Episcopal.
El 28 d'agost de 2014 la Conferència Episcopal Espanyola va fer pública la seva designació pel Papa Francesc com a Arquebisbe de Madrid.
El 19 de novembre de 2016 el Papa Francesc el creà cardenal.

## Obres
- A la Iglesia que amo, 1989, Narcea, Madrid. ISBN 978-84-277-0868-6.
- Cartas desde la Fe, 1995, Narcea, Madrid. ISBN 978-84-277-1135-8.
- Beato Manuel González, el obispo de la Eucaristía, visto por tres obispos, en cooperación con Carlos Amigo Vallejo, Manuel Sánchez Mongo y Rafael Palmero Ramos. Publicado en 2001, Edibesa, Madrid, ISBN 978-84-8407-233-1.
- Siguiendo las huellas de Pedro Poveda: sacerdotes en la entraña de nuestra cultura, 2003, Madrid, Narcea. ISBN 978-84-277-1425-0 .
- Ahí tienes a tu Madre, 2005, Ed. La raíz, ISBN 978-84-609-7952-4.

### Texts pastorals
- Una familia que se quiere como la de Nazaret, 2006, Arquebisbat d'Oviedo, Oviedo.
- La Iglesia, memoria y presencia de Jesucristo: siempre provocados y convertidos a la misión. 2006, Arquebisbat d'Oviedo, Oviedo.
- A la misión desde la conversión: carta pastoral ante el Sínodo de la Iglesia en Asturias para el Tercer Milenio, en la solemnidad de la Natividad del Señor, 25 de diciembre de 2006, 2007, Arquebisbat d'Oviedo, Oviedo.